# Cel: Delilah
Cel: Delilah (ang. Running Delilah) – amerykański film telewizyjny z gatunku science-fiction z 1994 roku w reżyserii Richarda Franklina.
W Polsce znany jest pod tytułami Cel: Delilah oraz Akcja „Delilah”.
Został zrealizowany jako pilot serialu. Nie spotkał się z uznaniem masowej publiczności, w efekcie czego nie doszło do realizacji serialu.

## Fabuła
Delilah jest agentką. Zostaje zabita przez niejakiego Kerchaina, lecz powraca do służby jako humanoid; ciało pięknej kobiety skrywa mózg robota. Kerchain przebywa w Paryżu, gdzie organizuje sprzedaż rosyjskiego plutonu grupie terrorystów. Delilah zwycięża w walce, lecz jak poradzi sobie z miłością do przystojnego policjanta, z którym przychodzi jej współpracować?

## Obsada
- Kim Cattrall – Delilah
- Billy Zane – Paul
- François Guétary – Lucas
- Jorgos Wojadzis – Alec Kasharian
- Diana Rigg – Judith
- Michael Francis Clarke - Operator #1
- Dawn Comer - Laboratorant
- Rob LaBelle - Obserwator
- Marilyn McIntyre - Barbara
- Philip Moon - Technik #2
- Quentin O’Brien - Operator #2
- Philip Sokoloff - Iracki naukowiec
- Eric Stone - Współpracownik
- Richard Topol - Technik #1
- Victor Touzie	- Ochroniarz